# Properziverfahren
Das Properziverfahren – in der weiterentwickelten Form auch als Gießradverfahren bekannt – ist eine spezielle metallurgische Fertigungstechnik, die es ermöglicht, dünne Kupfer-, Messing- und Aluminiumstränge mit einem Durchmesser im Millimeterbereich herzustellen. Die Drähte werden für Kabelspinnen, Ankerwicklungen, stromführende Leitungen und viele andere Zwecke benötigt.
Vor Einführung des Properziverfahrens konnten Drähte aller Durchmesser nur durch Verwalzen von Halbzeug zu schmalen Strängen und daran sich anschließendem „Drahtziehen“ durch mit jedem Stich feinere Öffnungen in Ziehsteinen aus wolframhaltigem Hartmetall erzeugt werden. Sehr feine Drähte werden durch Diamant gezogen.
Eine Weiterentwicklung des Properziverfahrens ist das Gießradverfahren, das in seinem Prinzip eine Variante des Kokillengießens darstellt und zur Herstellung von Stahldraht Verwendung findet. Das flüssige Metall gelangt kontinuierlich in einen vom gekühlten Gießrad und einem ebenfalls abkühlenden (abschreckenden) Stahlband vorgegebenen Spalt, der die Funktion einer Stranggusskokille hat. Der bei dieser Technik mit einer Geschwindigkeit von mehreren Metern in der Minute entstehende Strang wird in noch warmem Zustand ausgewalzt und nach Abkühlung aufgespult. Es besteht eine gießtechnische Verwandtschaft zum Bandgießverfahren bei Aluminium.